# Kapellbahn

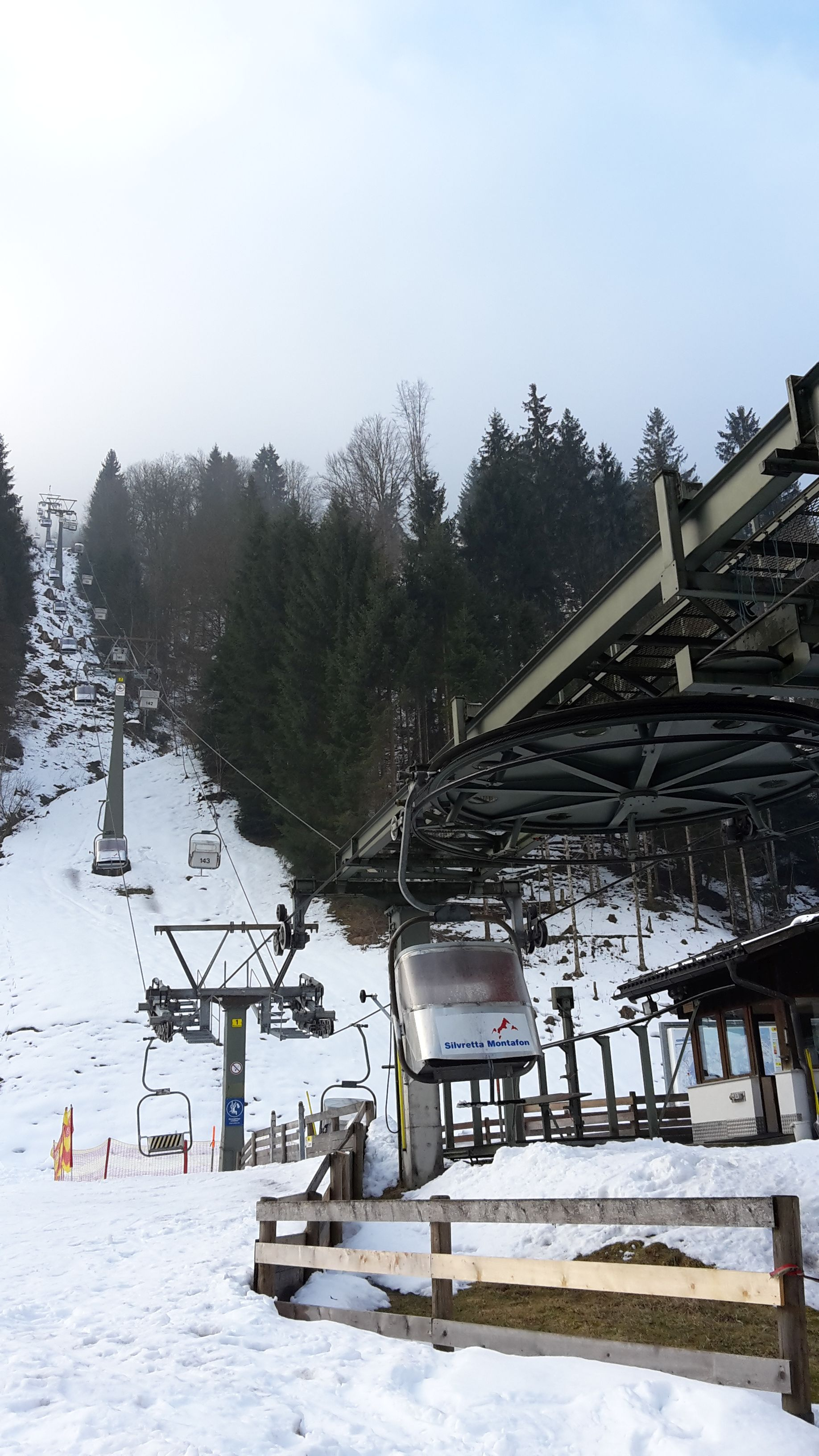
Blick von der Kapellbahn-Talstation auf die Strecke.

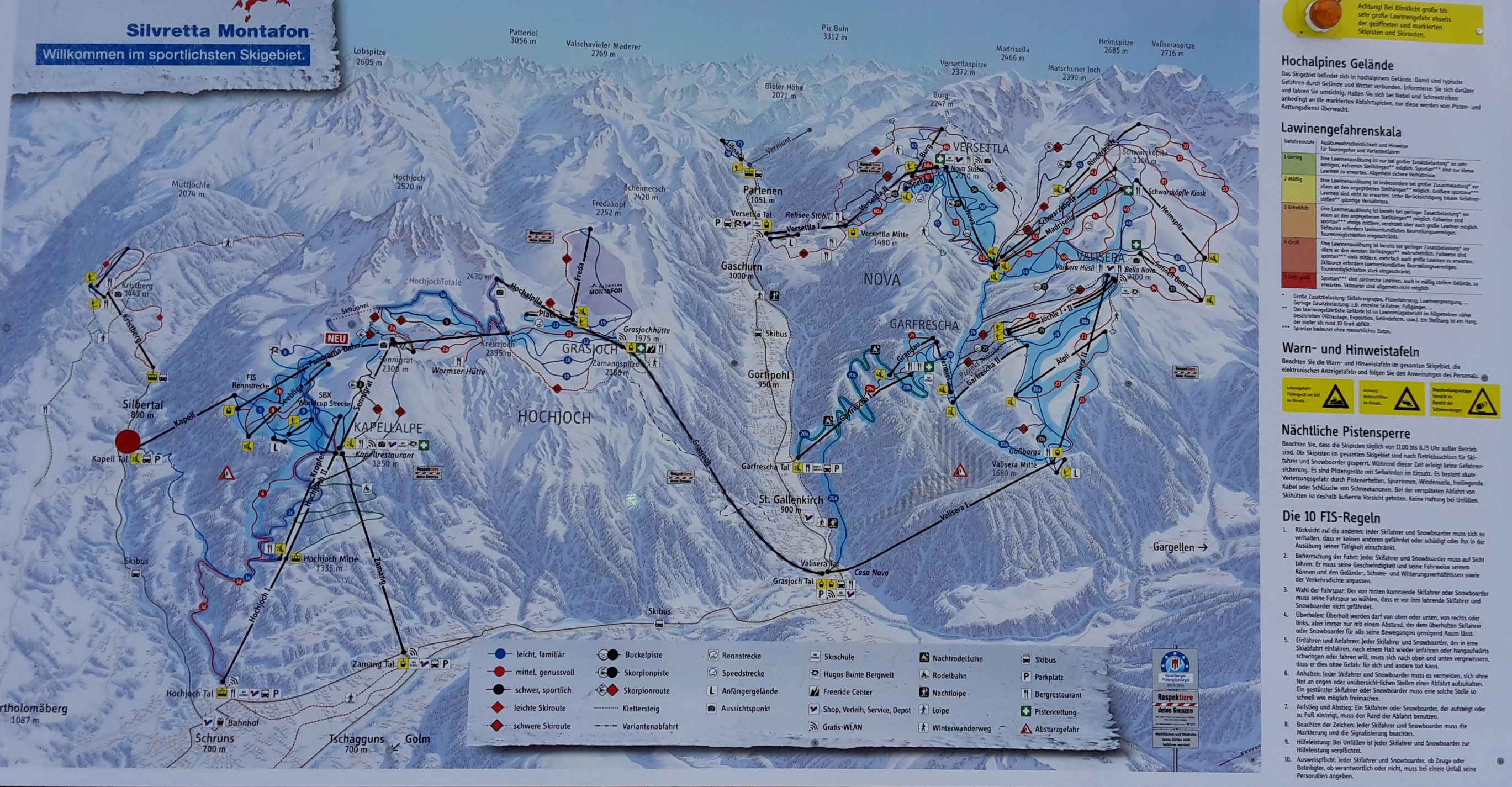
Panoramatafel an der Kapellbahn-Talstation.

Die Kapellbahn ist eine Luftseilbahn (Sesselbahn) im Silbertal im österreichischen Bundesland Vorarlberg und liegt etwa 760 m vom Ortszentrum entfernt am westlichen Rand des Ortsgebiets.
Die Kapellbahn verbindet eine Talstation auf 855 m ü. A. (Außertal) mit der Bergstation in 1752 m ü. A. Die Anlage befindet sich im Besitz der Silvretta Montafon GmbH. Der Name der Seilbahn leitet sich von der Kapellalpe 1850 m ü. A. ab (Kapelljoch 2325 m ü. A.), auf welcher die Bergstation der Kapellbahn (Gemeindegebiet Silbertal), der Zamang-Bahn und der Hochjochbahn I (Gemeindegebiet Schruns) liegt.

## Geschichte
Die 1981 errichtete Kapellbahn hat eine wesentliche Funktion für den Tourismus im Silbertal, weswegen die Erhaltung der Bahn hohe Priorität hat.
2014/15 wurde die Panorama Bahn (Silvretta Montafon) gebaut, wodurch sich die Anschlussfahrzeit von der Bergstation der Kapellbahn zum Kreuzjoch deutlich verkürzte.

## Technische Daten
Die Sesselbahn wurde von der Firma Doppelmayr aus Wolfurt errichtet.
- Ausrichtung der Anlage: weitgehend von Nord (Talstation) nach Süd (Bergstation)
- Seilhöhe in der Talstation: 855 Meter
- Seilhöhe in der Bergstation: 1752 Meter
- Höhenunterschied: 897 Meter
- Betriebslänge (schräge Länge): 1889 Meter
- Fahrbetriebsmittel: 145 (Sessel mit Wetterschutz-Haube)
- Fassungsvermögen Fahrbetriebsmittel: 2 Personen
- Nennfahrgeschwindigkeit 2,3 Meter pro Sekunde
- Fahrtzeit: etwa 14 Minuten
- Fahrtrichtung: gegen den Uhrzeigersinn
- größte Förderleistung je Stunde und Richtung: 656 Personen
- Stützen: 22
- Spanneinrichtung: Talstation (elektrische Windenabspannung)
- Antriebsstation: Bergstation (elektrisch)
- mittlere Neigung: 54,6 Prozent
- größte Neigung: 96,2 Prozent
- Baujahr: 1981

## Skigebiet
Die Kapellbahn gehört zum Skiverbund Hochjoch-Silvretta Montafon. Zwei  Seilbahnen (Zamang-Bahn und Hochjochbahn) von Schruns und die Kapellbahn aus dem Silbertal bedienen dasselbe Skigebiet.